# Rumilly (Alta Savoia)
Rumilly és un municipi francès situat al departament de l'Alta Savoia i a la regió d'Alvèrnia-Roine-Alps. L'any 2007 tenia 13.434 habitants.

## Demografia

### Població
El 2007 la població de fet de Rumilly era de 13.434 persones. Hi havia 5.307 famílies de les quals 1.644 eren unipersonals (736 homes vivint sols i 908 dones vivint soles), 1.302 parelles sense fills, 1.795 parelles amb fills i 566 famílies monoparentals amb fills.
La població ha evolucionat segons el següent gràfic:
Habitants censats

### Habitatges
El 2007 hi havia 5.758 habitatges, 5.394 eren l'habitatge principal de la família, 84 eren segones residències i 279 estaven desocupats. 2.150 eren cases i 3.586 eren apartaments. Dels 5.394 habitatges principals, 2.940 estaven ocupats pels seus propietaris, 2.311 estaven llogats i ocupats pels llogaters i 144 estaven cedits a títol gratuït; 260 tenien una cambra, 704 en tenien dues, 1.187 en tenien tres, 1.694 en tenien quatre i 1.548 en tenien cinc o més. 3.795 habitatges disposaven pel capbaix d'una plaça de pàrquing. A 2.668 habitatges hi havia un automòbil i a 1.989 n'hi havia dos o més.

### Piràmide de població
La piràmide de població per edats i sexe el 2009 era:
| Homes | Edats   | Dones |
| ----- | ------- | ----- |
| 1     | 95 o +  | 30    |
| 18    | 90 a 94 | 48    |
| 27    | 85 a 89 | 85    |
| 62    | 80 a 84 | 86    |
| 105   | 75 a 79 | 246   |
| 174   | 70 a 74 | 201   |
| 200   | 65 a 69 | 281   |
| 211   | 60 a 64 | 211   |
| 214   | 55 a 59 | 201   |
| 316   | 50 a 54 | 285   |
| 388   | 45 a 49 | 364   |
| 356   | 40 a 44 | 397   |
| 430   | 35 a 39 | 412   |
| 484   | 30 a 34 | 438   |
| 512   | 25 a 29 | 474   |
| 332   | 20 a 24 | 358   |
| 366   | 15 a 19 | 359   |
| 412   | 10 a 14 | 352   |
| 432   | 5 a 9   | 358   |
| 322   | 0 a 4   | 335   |

## Economia
El 2007 la població en edat de treballar era de 8.761 persones, 6.635 eren actives i 2.126 eren inactives. De les 6.635 persones actives 5.942 estaven ocupades (3.218 homes i 2.724 dones) i 692 estaven aturades (348 homes i 344 dones). De les 2.126 persones inactives 550 estaven jubilades, 821 estaven estudiant i 755 estaven classificades com a «altres inactius».

### Ingressos
El 2009 a Rumilly hi havia 5.581 unitats fiscals que integraven 13.517,5 persones, la mediana anual d'ingressos fiscals per persona era de 17.855 €.

### Activitats econòmiques
Dels 688 establiments que hi havia el 2007, 10 eren d'empreses extractives, 20 d'empreses alimentàries, 4 d'empreses de fabricació de material elèctric, 41 d'empreses de fabricació d'altres productes industrials, 94 d'empreses de construcció, 163 d'empreses de comerç i reparació d'automòbils, 31 d'empreses de transport, 45 d'empreses d'hostatgeria i restauració, 15 d'empreses d'informació i comunicació, 34 d'empreses financeres, 24 d'empreses immobiliàries, 73 d'empreses de serveis, 91 d'entitats de l'administració pública i 43 d'empreses classificades com a «altres activitats de serveis».
Dels 197 establiments de servei als particulars que hi havia el 2009, 1 era una oficina d'administració d'Hisenda pública, 1 gendarmeria, 1 oficina de correu, 12 oficines bancàries, 2 funeràries, 20 tallers de reparació d'automòbils i de material agrícola, 2 tallers d'inspecció tècnica de vehicles, 1 establiment de lloguer de cotxes, 8 autoescoles, 8 paletes, 17 guixaires pintors, 17 fusteries, 15 lampisteries, 8 electricistes, 6 empreses de construcció, 22 perruqueries, 4 veterinaris, 8 agències de treball temporal, 31 restaurants, 8 agències immobiliàries, 2 tintoreries i 3 salons de bellesa.
Dels 82 establiments comercials que hi havia el 2009, 1 era, 3 supermercats, 1 un supermercat, 4 botiges de menys de 120 m², 15 fleques, 5 carnisseries, 4 llibreries, 19 botigues de roba, 3 botigues d'equipament de la llar, 3 sabateries, 3 botigues d'electrodomèstics, 4 botigues de mobles, 4 botigues de material esportiu, 3 drogueries, 1 un drogueria, 4 joieries i 5 floristeries.
L'any 2000 a Rumilly hi havia 39 explotacions agrícoles que ocupaven un total de 680 hectàrees.

## Equipaments sanitaris i escolars
El 2009 hi havia 1 hospital de tractaments de curta durada, 1 hospital de tractaments de mitja durada (seguiment i rehabilitació), 1 un hospital de tractaments de llarga durada, 1 centre de salut, 5 farmàcies i 1 ambulància.
El 2009 hi havia 4 escoles maternals i 4 escoles elementals. A Rumilly hi havia 2 col·legis d'educació secundària, 2 liceus d'ensenyament general i 2 liceus tecnològics. Als col·legis d'educació secundària hi havia 1.624 alumnes, als liceus d'ensenyament general n'hi havia 1.144 i als liceus tecnològics 549.

## Poblacions més properes
El següent diagrama mostra les poblacions més properes.